# Zotoua-Bangarem
Zotoua-Bangarem, est une  commune rurale de la préfecture de Nana-Mambéré. 

## Géographie
Elle s’étend au sud de la ville de Bouar, La plupart des villages étant situés sur l’axe Zotoua-Bangarem-Bayanga Didi, qui longe la vallée de la rivière Nana affluent de la Mambéré. Elle est située au sud de la préfecture, elle est limitrophe de la Mambéré-Kadéï.
| Bingué, Yénga | Herman-Brousse  | Doaka-Koursou        |
| Abba          | Zotoua-Bangarem | Yoro-Samba Bougoulou |
| Nadziboro     | Carnot          |                      |

## Villages
Les principaux villages de la commune sont : Zotoua, Ndongué, Yaboni, Bangarem, Domzoro et Gbakissa.
En 2003, la commune rurale compte 51 villages recensés : Abba Bogani, Baguerem2, Banguerem1, Banguerem3, Banguerem-Foulbe, Beiya-Gbakounde, Bobala-Moulde, Bouikotoro, Darre, Doko-Zaoro, Domzoro, Gbabote, Gbakissa-Mbogaya, Gbakissa-Mbokade, Gbalembe, Gbangazi, Gbassore Kolingba, Gbassore1, Gbassore2, Goro, Kinobondangui, Kissi-Sore, Koyanga, Lakata-Gbassore, Losso-Faimo, Mbilock, Mboryanga, Mboula, Nagbenam, Ndongue Mbodomon, Ngoke, Sabongari Dobbo, Sakara Kota, Sakara-Foulbe, Sanda Gbogbandoro, Saragba1, Saragba2, Service, Seygbenam, Sippi, Tegoun, Yaboni 1, Yaboni 2, Yangba, Zaire, Zaoro-War, Zegonta, Zokote, Zongo-Bena, Zotoua1, Zotoua2.

## Éducation
La commune compte 2 écoles publiques à Zotoua et Yongba et 3 écoles privées à Ndongué, Zegonta et Gbassore.